# Charlton Kings
Charlton Kings is een civil parish in het bestuurlijke gebied Cheltenham, in het Engelse graafschap Gloucestershire met 10.396 inwoners.